# بزمجه بنگالی
بزمجه بنگال (نام علمی: Varanus bengalensis) گونه‌ای بزمجه بزرگ بومی جنوب آسیا از اندونزی تا استان هرمزگان ( شهرستان میناب) ایران زندگی می‌کند. طول بدن این حیوان به ۱۷۵ سانتیمتر (۱ متر دم و ۷۵ سانتیمتر بدن) می‌رسد. غذای اصلی این حیوان بندپایان (حشرات، عنکبوتیان و سخت‌پوستان) است و از مهره‌داران کوچک، پرندگان، تخم‌ها و ماهی‌ها هم تغذیه می‌کنند.

## زیستگاه
نواحی بیابانی و نیمه بیابانی خشک، در زمین‌های پست تپه‌ای، تل‌های کوچک، حاشیه دامنه‌ها، وادی‌ها، دره‌های میان تپه‌ای، کشتزارها و باغ‌ها زیستگاه این خزنده هستند.